# Pierre-Michel de Lovinfosse
Pierre-Michel de Lovinfosse, né le 2 novembre 1747 à Liège, où il meurt le 10 décembre 1821 , est un peintre liégeois des XVIIIe et XIXe siècles. Avec Théodore-Edmond Plumier, Jean-Baptiste Coclers, Nicolas Henri Joseph de Fassin, Léonard Defrance et Paul-Joseph Delcloche, Pierre-Michel de Lovinfosse est un des grands peintres baroques et rococo du XVIIIe siècle dans la principauté de Liège.

## Naissance
De nombreuses biographies anciennes confondent Pierre-Michel de Lovinfosse avec son frère Michel Joseph. Aujourd'hui, grâce à la mise en ligne des registres paroissiaux (Archives de l'Etat), il est possible de constater la méprise en consultant l'index des naissances dans le registre paroissial Toutes les paroisses de Liège.
C'est Michel-Joseph de Lovinfosse qui a été baptisé le 20 novembre 1745 dans la paroisse Notre-Dame-aux-Fonts de Liège.
Pierre-Michel de Lovinfosse, lui, a été baptisé né le 2 novembre dans la paroisse Saint-Adalbert de Liège.
Leurs parents, Jean Lovinfosse et Marie Thérèse Joseph Delcloche, eurent également d'autres enfants : Marie-Joseph-Suzanne (née en 1743), Marie Elisabeth Thérèse (née en 1744), Paul Joseph (né en 1749), Anne Marie Thérèse (née en 1750), Marie-Agnès (née en 1752), Georges Louis (1754), Jean François Joseph (1755), Jean Baptiste (1757), Dieudonné Joseph (1758), François Martin (1760), Marie Anne (1762).

## Biographie
On a peu d'informations sur la période d'apprentissage du peintre.
Il exécuta le portrait du prince-évêque de Liège, César-Constantin-François de Hoensbroeck, avec qui il émigra au moment de la révolution liégeoise, il put toutefois revenir dans son pays.
Il réalisa plusieurs portraits, mais il est surtout connu comme peintre décorateur, traitant les sujets allégoriques, mythologiques, historiques et religieux. Il décora notamment les châteaux de Borgharen (en 1790) et d'Amstenraede (Pays-Bas) et de Waroux (Belgique).
Il était l'époux de Marie-Élisabeth Dodémont, marchande de couleurs et veuve du peintre de fleurs Dieudonné Deneux.
Il était également le neveu du peintre Paul-Joseph Delcloche.

## Œuvres

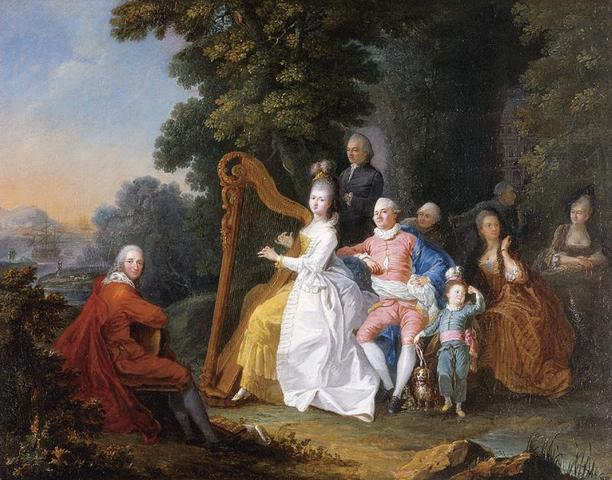
Une fête élégante à la campagne avec une dame jouant de la harpe et un gentilhomme jouant de la guitare, 1771.

- Une fête élégante à la campagne avec une dame jouant de la harpe et un gentilhomme jouant de la guitare, huile sur toile, 35 × 44,7 cm, 1771 (Vendu chez Sotheby's à New York, le 22 janvier 2004, lot 257).
- Scène champêtre, 1790 (peinture murale, Château de Borgharen).
- Portrait de la femme de l'artiste, toile, 68 × 54,5 cm.
- Portrait du prince-évêque de Hoensbroeck (Collection privée).
- Portrait du comte de Hoensbroeck, toile, 127 × 137 cm (Vendu à la Vente Coutau-Begarie, le lundi 28 mai 2001).